# Gabriël Brühl
Gabriël Brühl (Brull, Brüll, Brulls; Broekhuizen, Habsburgse Nederlanden, 27 juli 1691 - Ubach over Worms, Habsburgse Nederlanden, 10 september 1743) was een Nederlands crimineel. Brühl werd tezamen met 10 andere bendeleden op 10 september 1743 geëxecuteerd tijdens de eerste terechtstellingen van de Bokkenrijders, een beruchte 18de eeuwse misdaadsbende. Brühl werd als medeplichtige genoemd in de vrijwillige verklaringen van Anne Barbe Pennarts en Joannes Moulen, als ook de martelverklaringen van Frans Willem Kerckhoffs, Peter Caspar ter Konig en Joannes Dirckx (alias Den Dock). Brühl is een oud-grootvader (6 generaties) van de Belgische schrijver Georges Simenon, die de naam Brulls soms gebruikte als pseudoniem.